# Franz Sauer

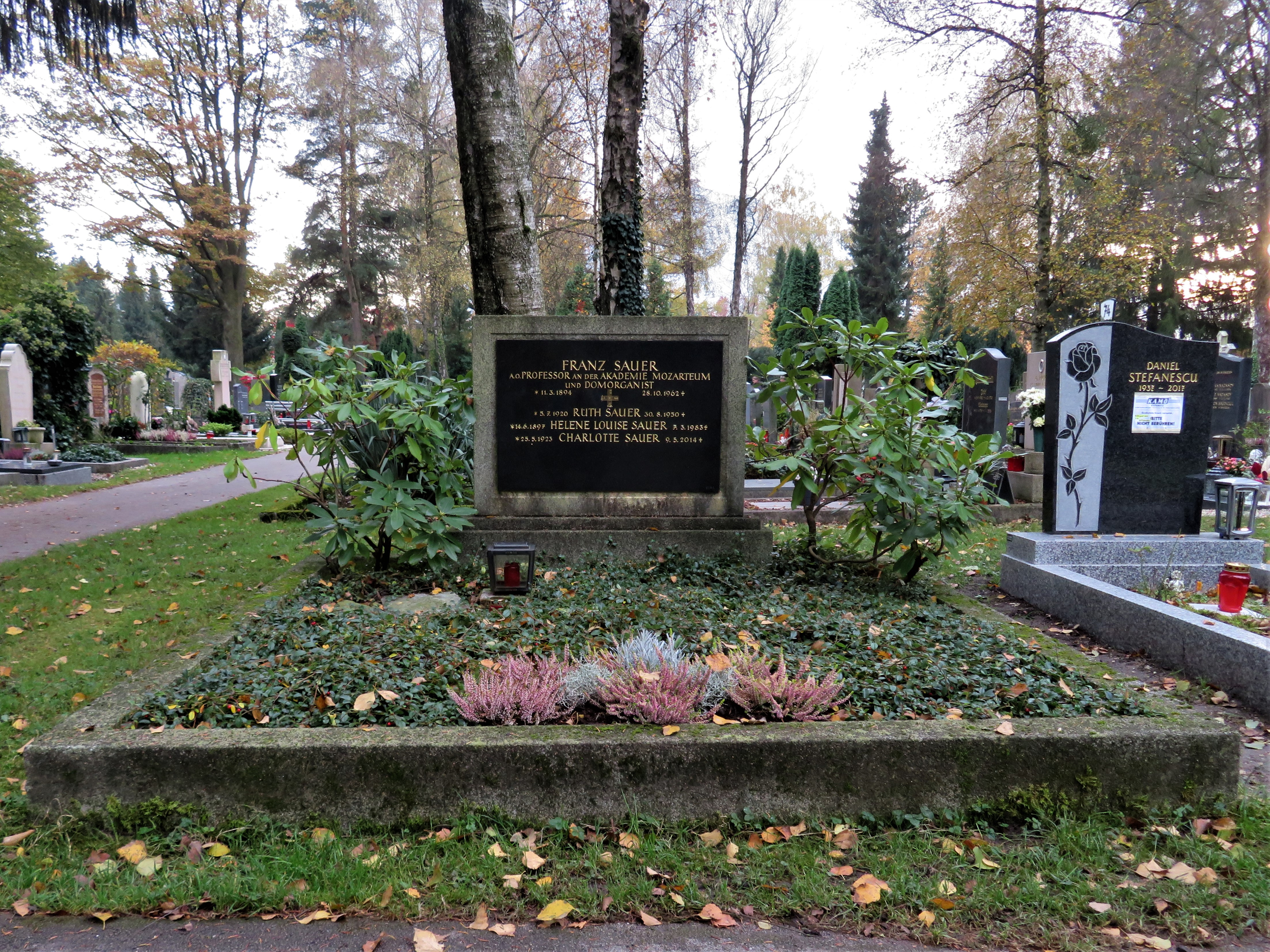
Grób Franza Sauera na cmentarzu komunalnym w Salzburgu

Franz Sauer (ur. 11 marca 1894 w Bielsku, zm. 28 października 1962 w Salzburgu) – austriacki organista i pedagog muzyczny, profesor Mozarteum. Przez czterdzieści sześć lat pełnił funkcję pierwszego organisty katedry św. Ruperta w Salzburgu.

## Życie i kariera
Urodził się w 1894 w Bielsku na Śląsku Austriackim (obecnie Bielsko-Biała) jako syn właściciela ziemskiego Josefa Sauera i Marii z domu Schwope. Pierwsze wykształcenie muzyczne otrzymał od ojca, już w dzieciństwie grał na skrzypcach i fortepianie, a od dziesiątego roku życia na organach. Po skończeniu szkół w rodzinnym mieście kontynuował naukę w seminarium nauczycielskim w Głuchołazach, a następnie studiował w Królewskim Instytucie Muzycznym (Königliches Musik-Institut) w Berlinie u boku Bernharda Irrganga i Josepha Rennera juniora oraz w Szkole Muzyki Kościelnej (Kirchenmusikschule) w Ratyzbonie. 
Pierwszą posadę otrzymał jako kierownik chóru i organista w Strumiankach na Dolnym Śląsku. W roku 1914 ubiegał się z powodzeniem o stanowisko organisty katedralnego w Salzburgu. Jeszcze w trakcie rocznego okresu próbnego rozpoczął w 1915 wykładać w Mozarteum. Z dniem 1 stycznia 1916 został oficjalnie mianowany organistą katedry św. Ruperta (od roku 1922 po przyjęciu Josepha Messnera – pierwszym organistą). Pełnił tę funkcję przez niemal 46 lat aż do swojej śmierci w roku 1962. W roku 1923 wydał publikację Handbuch der Orgelliteratur: ein Wegweiser für Organisten (Podręcznik literatury organowej: wskazówki dla organistów).
W 1925 został mianowany profesorem zwyczajnym Mozarteum, gdzie wykładał przedmioty organy, teoria (harmonia) oraz śpiew chórowy. Do jego uczniów należeli Herbert von Karajan, Leopold Kantner czy Konstantin Mach. 13 marca 1938, po anschlussie Austrii, zastąpił jako członek NSDAP odsuniętego Bernharda Paumgartnera na stanowisku dyrektora Mozarteum. Pełnił tę funkcję do 13 czerwca 1939. Jednocześnie był w tym czasie kierownikiem salzburskiego oddziału Reichsmusikkammer, nazistowskiej instytucji odpowiedzialnej za nadzór na twórczością muzyczną. 
W latach 1920–1939 był kierownikiem chóru Salzburskiego Męskiego Towarzystwa Śpiewaczego (Salzburger Männergesangsverein), a po jego połączeniu z bogatym w tradycje chórem Salzburger Liedertafel dwukrotnie (od 1 kwietnia 1939 do 29 maja 1946 i od 15 grudnia 1948 do 12 czerwca 1952) stał na stanowisku kierownika artystycznego Salzburger Liedertafel. Jako organista podejmował również sam Sauer tournée koncertowe po Niemczech i Włoszech. 
Zmarł 28 października 1962 w wieku 68 lat w Salzburgu i został pochowany w grobowcu rodzinnym na tamtejszym cmentarzu komunalnym. Na stanowisku organisty katedralnego zastąpił go Gerhard Zukriegel (1928–2015). W roku 1975 została na jego cześć nazwana ulica Franz-Sauer-Strasse w dzielnicy Salzburga Liefering.